# 劉洪 (成化進士)
劉洪（1447年—1515年），字希範，湖廣安陸衛（今湖北省鐘祥市）人，軍籍，明朝政治人物。

## 生平
早年出身國子生，湖廣鄉試第六十七名。成化十四年（1478年）進士。授山东阳谷知县，征监察御史。弘治初巡按雲南，五年（1492年）七月升浙江副使，十二年七月升广东按察使，十五年二月以都察院右佥都御史，巡抚贵州兼赞理军务，十七年二月改任四川巡抚，十八年十二月加升右副都御史，正德元年（1506年）五月因父亲去世，乞賜祭葬。三年十月起復右都御史、总督两广军务兼理巡抚。经兵部尚书刘大夏力荐，十二月改任南京右都御史、掌南京都察院事。因母丧守制，正德十年（1515年）二月卒于家，诏赠刑部尚书，赐祭葬。

## 家族
曾祖劉成，祖父劉讓，父劉琮。母陳氏，继母吴氏。重庆下。
刘洪有四子，其中刘槩、刘渠、刘臬中进士，刘槊中举人，时有“石城五凤”之誉。